# Stazione di San Pelagio
La stazione di San Pelagio era una stazione ferroviaria in provincia di Udine, posta sul vecchio tracciato della ferrovia Pontebbana, ora dismesso.
Tricesimo fu raggiunta dal tronco di ferrovia Udine-Gemona del Friuli il 15 novembre 1875.
Venne dismessa nel 1985 con tutta la tratta dove era posta venne sostituita dalla nuova e il vecchio sedime è stato riutilizzato.

## Strutture e impianti
Era composta da un piccolo fabbricato viaggiatori e due binari. Il vecchio edificio è ancora presente a pochi metri dal nuovo fabbricato viaggiatori in direzione Tarvisio.